# Tour de Marsens
La tour de Marsens est une maison forte située sur le territoire de la commune vaudoise de Puidoux, en Suisse.

## Histoire
La tour de Marsens, bâtie peut-être déjà au XIIe siècle, est mentionnée pour la première fois dans les sources d'archives en 1272. L'identité de son constructeur est inconnue,. Le nom de Marsens renvoie sans doute à l'abbaye d'Humilimont près de Marsens, qui possédait des propriétés étendues, y compris dans la région du Dézaley.
Cette fortification appartient un temps à l'évêque de Lausanne, puis à la famille Francoz en 1287, et passe en 1356 à Jean de Montsalvens, comte de Gruyère. La tour reste en possession de la maison de Gruyère jusqu'à ce que Jean II de Gruyère la cède en 1527 à Jean de Plait, bourgeois de Fribourg. Plus tard, la tour appartient à la famille Clavel, qui vend au XVIIIe siècle le domaine utile, tout conservant la seigneurie qui en dépend.
À la fin du XVe siècle, la tour est transformée  en habitation (fenêtres à croisées de pierre), fonction qu'elle conserve jusqu'au XIXe siècle, période où elle tombe en décrépitude. En 1867, François Naef, pasteur et historien de Lutry, rachète le domaine et fait rénover la tour avec la collaboration de son neveu, l'archéologue cantonal Albert Naef. La famille, toujours propriétaire, crée en 1969 une fondation pour préserver le monument, aujourd'hui classé comme bien culturel d'importance régionale.

## Domaine viticole
L'édifice est entouré par des vignes en terrasse sur l'aire d'appellation de Lavaux. Les vins sont produits par différents cépages parmi lesquels du chasselas, du Pinot noir, du Gamaret et du Diolinoir. Le domaine viticole de la famille de la fondation est actuellement propriété de Alain Roux (petit-fils de Henri Naef).

### Articles
- Henri Naef et Laurette Wettstein, « La tour de Marsens », Revue historique vaudoise,‎ 1973, p. 57-87 (lire en ligne)